# Таємниця Коралового замку
«Таємниця Коралового замку» (латис. Veiksmes Ceļinieki: Kas bija ED.L.?) — латвійський документальний фільм 2009 року режисера Владислава Сцепінса. З 2 січня 2010 року демонструвався в кінотеатрах Риги.

## Зміст
Документальний фільм присвячений історії з життя і подорожей латвійського емігранта Едварда Лідскалнінша, а також таємниці спорудження ним Коралового замку у Флориді.

## Фестивалі
4 жовтня 2009 року фільм був представлений глядачам в рамках позаконкурсної програми «Panorāmās skate» національного кінофестивалю «Великий Кристап»